# Dale J. Van Harlingen
Dale J. Van Harlingen (* um 1949) ist ein US-amerikanischer Festkörperphysiker.
Van Harlingen studierte an der Ohio State University mit dem Bachelor-Abschluss 1972, dem Master-Abschluss 1974 und der Promotion 1977. Als Post-Doktorand war er ein Jahr am Cavendish Laboratory in Cambridge und drei Jahre bei John Clarke an der University of California, Berkeley, wo er über Supraleiter im Nichtgleichgewicht und Gleichstromelektronik mit SQUIDs forschte. 1981 wurde er Professor an der University of Illinois at Urbana-Champaign und ist dort am Labor für Materialforschung und am NSF Science and Technology Center for Superconductivity.
Er befasst sich mit Supraleitung und darauf basierender Elektronik mit Anwendungen in der Festkörperphysik. Unter anderem forschte er über Quantenrauschen und makroskopisches Quantentunneln in Josephson-Übergängen und SQUIDs, Phasenkohärenz in supraleitenden Arrays und Supraleiter im Nicht-Gleichgewicht und war wesentlich an der Entwicklung und Anwendung (zum Beispiel auf Ladungstransport in mesoskopischen Systemen) von Rastertunnelmikroskopie mit SQUIDs beteiligt. In grundlegenden Experimenten mit David Wollman, Donald Ginsberg und Anthony Leggett bestimmte er die Symmetrieeigenschaften des Ordnungsparameters bei Kupfer-Hochtemperatursupraleitern. Er befasst sich auch mit anderen unkonventionellen Supraleitern (wie solchen mit schweren Fermionen), mesoskopischen Systemen, Vortexdynamik in Supraleitern und Techniken der Mikro- und Nanofabrikation supraleitender Systeme.
1998 erhielt er mit John R. Kirtley, Donald Ginsberg und Chang C. Tsuei den Oliver E. Buckley Condensed Matter Prize für phasensensitive Experimente zur Aufklärung der orbitalen Symmetrie der Paar-Wellenfunktion in Hochtemperatursupraleitern (Laudatio). Er ist Fellow der American Physical Society (1996), der National Academy of Sciences (2003) und der American Academy of Arts and Sciences (1999).